# Eusergestes similis
Eusergestes similis is een tienpotigensoort uit de familie van de Sergestidae. De wetenschappelijke naam van de soort is voor het eerst geldig gepubliceerd in 1903 door Hansen.